# Birkenfeld (Oregon)
Birkenfeld az Amerikai Egyesült Államok északnyugati részén, Oregon állam Columbia megyéjében, az Oregon Route 202 mentén elhelyezkedő önkormányzat nélküli település.

## Története
Anton Birkenfeld német bevándorló 1886-ban telepedett le a Nehalem-völgyben és 1910-ben megalapította Birkenfeldet. A posta 1916-ban nyílt meg.
Az 1990-es években bolt, kávézó, fogadó, szerviz és templom is volt itt.

## Éghajlat
A település a 8b–9a klímazónák határán fekszik, éghajlata mediterrán (a Köppen-skála szerint Csb). A telek hűvösek és felhősek, a nyarak pedig szárazak és melegek. Ősszel, télen és tavasszal gyakori a borongós, gyorsan változó időjárás.
| Hónap                                            | Jan. | Feb. | Már. | Ápr. | Máj. | Jún. | Júl. | Aug. | Szep. | Okt. | Nov. | Dec. | Év   |
| ------------------------------------------------ | ---- | ---- | ---- | ---- | ---- | ---- | ---- | ---- | ----- | ---- | ---- | ---- | ---- |
| Átlagos max. hőmérséklet (°C)                    | 7,8  | 8,9  | 11,1 | 14,4 | 18,3 | 20,6 | 25,6 | 25,6 | 22,2  | 15,6 | 10,0 | 6,7  | 15,6 |
| Átlagos min. hőmérséklet (°C)                    | 2,8  | 2,8  | 3,3  | 4,4  | 7,8  | 10,0 | 12,2 | 12,8 | 11,1  | 7,8  | 5,0  | 2,2  | 6,9  |
| Átl. csapadékmennyiség (mm)                      | 210  | 150  | 160  | 100  | 66   | 43   | 15   | 23   | 56    | 110  | 220  | 240  | 1393 |
| Forrás: Nemzeti Óceán- és Légkörkutatási Hivatal |      |      |      |      |      |      |      |      |       |      |      |      |      |

## Fordítás
- Ez a szócikk részben vagy egészben  a   Birkenfeld, Oregon című angol Wikipédia-szócikk ezen változatának fordításán alapul.  Az eredeti cikk szerkesztőit annak laptörténete sorolja fel. Ez a jelzés csupán a megfogalmazás eredetét és a szerzői jogokat jelzi, nem szolgál a cikkben szereplő információk forrásmegjelöléseként.